# پیشتازان فضا: خدمه پل
پیشتازان فضا: خدمه پل (انگلیسی: Star Trek: Bridge Crew) یک بازی واقعیت مجازی اکشن-ماجراجویی ساخته شده توسط یوبی‌سافت می‌باشد که در سال ۲۰۱۷ برای پلی‌استیشن ۴ و مایکروسافت ویندوز منتشر شد. این بازی برنده بهترین کارگردانی در بخش بازی‌های واقعیت مجازی از آکادمی ملی منتقدان بازی‌های کامپیوتری در سال ۲۰۱۸ شد.